# Station Zwiesel
Station Zwiesel is een spoorwegstation in de Duitse plaats Zwiesel.